# Odysseův návrat do vlasti
Odysseův návrat do vlasti (italsky Il ritorno d'Ulisse in patria, v češtině hráno jako Odysseův návrat) je opera Claudia Monteverdiho z roku 1640 na libreto Giacoma Badoara na námět Homérovy Odyssei. Jde o jednu ze tří Monteverdiho oper, jejíž podoba se zachovala.

## Uvedení v Česku
- 1973 Divadlo Oldřicha Stibora v Olomouci[1]
- 2001 komorní orchestr Janáčkovy akademie, dirigent Marek Štryncl, Brno[2]

## Nahrávky
- 1992 Claudio Monteverdi: Il ritorno d'Ulisse in patria, Concerto Vocale, dirigent: René Jacobs, zpívají: Bernarda Fink, Lorraine Hunt Lieberson, Christoph Prégardien, Dominique Visse, Mark Tucker, David Thomas, nahrávka společnosti Harmonia Mundi, obdržela několik hudebních cen (Diapason d'Or, Choc - Le Monde de la musique, Preis der deutschen Schallplattenkritik)[3]